# Károlyháza
Károlyháza é um município da Hungria, situado no condado de Győr-Moson-Sopron. Tem 11,25 km² de área e sua população em 2015 foi estimada em 519 habitantes.